# Baby It's You (chanson de JoJo)
Singles par JoJo
Leave (Get Out)
(2004) Not That Kinda Girl
(2005)
Singles par Bow Wow
My Baby
(2003) Let Me Hold You
(2005)
Baby It's You est un single musical de la chanteuse JoJo feat. avec le rappeur Bow Wow extrait de l'album JoJo (2004).

## Classements
| Classement (2004-2005)                  | Meilleure position |
| --------------------------------------- | ------------------ |
| Allemagne (Media Control AG)            | 15                 |
| Australie (ARIA)                        | 16                 |
| Autriche (Ö3 Austria Top 40)            | 41                 |
| Belgique (Flandre Ultratop 50 Singles)  | 41                 |
| Belgique (Wallonie Ultratip 50)         | 13                 |
| Canada CHR/Pop Top 30 (Radio & Records) | 8                  |
| Danemark (Tracklisten)                  | 15                 |
| Irlande (Irish Singles Chart)           | 13                 |
| Nouvelle-Zélande (RMNZ)                 | 3                  |
| Pays-Bas (Nederlandse Top 40)           | 34                 |
| Pays-Bas (Single Top 100)               | 36                 |
| Royaume-Uni (Official Charts Company)   | 8                  |
| Suède (Sverigetopplistan)               | 50                 |
| Suisse (Schweizer Hitparade)            | 14                 |
| Tchéquie (IFPI Rádio)                   | 30                 |
| Écosse (OCC)                            | 12                 |
| États-Unis (Hot 100)                    | 22                 |
| États-Unis (Pop Airplay)                | 7                  |
| États-Unis (Rhythmic Songs)             | 16                 |

## Certifications
| Région                                                                                                 | Certification | Ventes/Streams |
| --- | ------------- | -------------- |
| Australie (ARIA)                                                                                       | Or            | 35 000         |
| *Ventes selon la certification ^Mise en rayon selon la certification xNon précisé par la certification |               |                |